# 弱い電波
弱い電波は、和田侑也と松下由依からなる日本の男女お笑いコンビ。2020年にコンビ結成。九州朝日放送所属。

## メンバー
| 名前                     | パート   | 生年月日              | 出身地           |
| ------------------------ | -------- | --------------------- | ---------------- |
| 和田侑也 （わだゆうや）  | ツッコミ | 1995年5月8日（29歳）  | 東京都           |
| 松下由依 (まつしたゆい） | ボケ     | 1997年7月15日（27歳） | 福岡県福岡市東区 |

## 略歴
- 九州朝日放送のアナウンサーの先輩、後輩として2020年に松下由依が九州朝日放送入社後知り合う（和田侑也が先輩、松下由依が後輩）。
- 2020年8月28日に、M-1グランプリに出場することを松下由依が自身のInstagramで発表[1]。
- M-1グランプリ2020では福岡予選を勝ち抜き、2回戦敗退。

## 芸風
- アナウンサーをネタにした漫才。

## エピソード
- 2020年にM-1グランプリに出場する際にM-1グランプリ公式YouTubeチャンネルの密着取材を受けた。
- 同じ年のM-1グランプリの予選に、北海道の放送局HTBアナウンサーの大野恵と福田太郎のコンビ「大福」が出場している。

## 出演
アサデス。(2020年12月18日)